# Парламентские выборы в Литовской ССР (1990)
Литовские парламентские выборы 1990 года, первые и последние за всю историю советской Литвы свободные выборы, прошли в два этапа, по итогам которых были избраны 135 депутатов Верховного Совета Литовской ССР из 141. 24 февраля 1990 года состоялся первый тур; 4, 7, 8 и 10 марта состоялся второй тур. В шести округах явка избирателей была ниже необходимого минимума, поэтому 7 и 21 апреля был проведён третий тур. 
Впервые с момента избрания Народного сейма в 1940 году к выборам были допущены некоммунистические кандидаты. Движение Саюдис, выступавшее за независимость, отказалось стать политической партией, решив поддержать кандидатов от партий и независимых, основываясь на их личных качествах. В результате 91 из 135 мест заняли кандидаты поддержанные Саюдисом. 11 марта 1990 года Верховный Совет Литовской ССР принял Акт восстановления Литовского государства, провозгласив таким образом независимость Литвы от Советского Союза.

## Предыстория
26 марта 1989 года были выбраны 42 народных депутата СССР от Литвы. Несмотря на рост националистических и сепаратистских настроений, бойкот радикальных организаций, таких как Лига свободы Литвы (лит. Lietuvos laisvės lyga, LLL), явка достигла 82,5 %. Убедительную победу на выборах одержал Саюдис, депутатами стали 36 из его 39 кандидатов. Коммунистическая партия Литвы (КПЛ) смогла взять только 6 мест, при этом Саюдис снял свои кандидатуры в пользу Альгирдаса Бразаускаса и Владимира Берёзова. КПЛ, потрясённая разгромом на выборах, начала терять влияние и сторонников. Для сохранения партии, её лидер Бразаускас решил поддержать призывы к суверенитету и начать сотрудничество с Саюдисом. 7 декабря 1989 года Верховный Совет Литовской ССР, на тот момент полностью контролируемый КПЛ, внёс изменения в Конституцию Литовской ССР, отменив 6-ю статью о руководящей роли компартии. В результате в Литве были устранены правовые препятствия для развития многопартийности, что позволило другим партиям принять участие в предстоящих парламентских выборах.
19—20 декабря состоялся XX съезд КПЛ. Делегаты съезда 855 голосами против 160 решили отделиться от Коммунистической партии Советского Союза (КПСС), став самостоятельной республиканской компартией. Отделение литовских коммунистов вызвало недовольство руководства КПСС и в январе 1990 года Михаил Горбачёв лично посетил республику, пытаясь ликвидировать раскол. Тем не менее КПЛ (самостоятельная) продолжала настаивать на своей независимости. Противники отделения создали свою Компартию Литвы, которая осталась частью КПСС и провозгласила себя настоящим правопреемником партии, созданной в октябре 1918 года. КПЛ (КПСС) возглавил профессор кафедры научного коммунизма Вильнюсского пединститута Миколас Бурокявичюс. КПЛ (КПСС) выступала за интернационализм и сохранение единства СССР, пользуясь поддержкой в основном представителей русского и польского меньшинств.

## Кампания и результаты
| Партии и коалиции                               | Места | Саюдис |
| ----------------------------------------------- | ----- | ------ |
| Независимые                                     | 64    | 58     |
| Коммунистическая партия Литвы (самостоятельная) | 46    | 17     |
| Литовская социал-демократическая партия         | 9     | 9      |
| Коммунистическая партия Литвы (КПСС)            | 7     | –      |
| Литовская партия зелёных                        | 4     | 4      |
| Литовская демократическая партия                | 3     | 1      |
| Литовская христианско-демократическая партия    | 2     | 2      |
| Коммунистический союз молодёжи Литвы            | –     | –      |
| Явка: 71,72 %                                   | 135   | 91     |

Основная конкуренция развернулась между Саюдисом и КПЛ (самостоятельной). Хотя оба лагеря добивались независимости Литвы, Саюдис предпочитал действовать быстро, надеясь на поддержку Запада, в то время как коммунисты Бразаускаса занимали менее радикальные позиции, желая избежать конфликта с Москвой. Хотя Саюдис не был политической партией и формально не участвовал в выборах, поддержка со стороны движения значительно увеличивало шансы кандидата на избрание, так как на этих выборах голоса подавались не за партийные списки, а за конкретных личностей. Саюдис был готов оказывать поддержку кандидатам ориентируясь только на их личные качества и заслуги, без учёта политической принадлежности. Таким образом, движение поддержало часть кандидатов КПЛ (самостоятельной), несмотря на конкуренцию между этими двумя организациями. Остальные партии были сформированы совсем недавно и не пользовались широкой популярностью. Из всех партий участвовавших в выборах только КПЛ (КПСС) не поддерживала независимость Литвы.
В списки избирателей были включены 2 миллиона 581 тысяча человек, имеющих право принимать участие в выборах в Верховный совет Литовской ССР. Участвовать в выборах собирались 650 человек, зарегистрировано было 522 кандидата, но 49 из них сняли свои кандидатуры до выборов. 201 кандидата выдвинула КПЛ (самостоятельная), 139 были беспартийными, а 79 представляли КПЛ (КПСС). После первого тура голосования были избраны 90 депутатов. В 51 избирательном округе в начале марта состоялся второй тур. Первоначально второй тур планировалось провести 10 марта, но во многих округах голосование прошло раньше для того, чтобы Верховный Совет мог собраться как можно скорее. Из-за низкой явки избирателей (в первую очередь в районах польского и русского меньшинства), выборы в шести округах были признаны недействительными. В общей сложности в феврале—марте был избран 91 депутат из числа получивших поддержку Саюдиса. Различия в данных об итогах выборах в разных источниках объясняется тем, что часто разделение между кандидатами Саюдиса, КПЛ (самостоятельной) и беспартийными не было чётким. Саюдис не имел формального членства в то время как численность  КПЛ (самостоятельной), несмотря на внутренние реформы и поддержку идеи независимости, сокращалась, а влияние падало. Коммунисты вели пассивную кампанию и им не хватало ярких личностей, которые могли бы конкурировать с видными интеллектуалами Саюдиса. Кроме того, выборы депутатов подавались избирателям как референдум о независимости Литвы, из-за чего многие считали себя обязанными голосовать за Саюдис.

## Декларация независимости
Сразу после первого тура избранные депутаты начали проводить полуофициальные дискуссии и консультации, в ходе которых были приняты ряд важных решений. В частности было решено созвать новый состав Верховного Совета как можно скорее с тем, чтобы провозгласить независимость прежде чем III Съезд народных депутатов СССР, запланированный на 12 марта 1990 года, изберёт Михаила Горбачёва президентом СССР, что даст ему больше полномочий в рамках Союза. Также в Литве опасались принятия закона о выходе из СССР, который затруднил бы отделение республики от Советского Союза.
Первое заседание Верховного совета нового созыва состоялось 10 марта, когда окончательные результаты второго тура выборов ещё не были известны. Депутаты избрали комиссию для проверки результатов выборов и приняли, после недолгого обсуждения, Закон о выборах и отзыве Председателя Верховного Совета Литовской ССР, отложив заседание до 9 часов утра следующего дня. 11 марта Верховный Совет приступил к выборам главы. После самоотвода К. Мотеки и Р. Озоласа избрал своим председателем одного из лидеров Саюдиса Витаутаса Ландсбергиса, за которого отдали свои голоса 91 депутат, в то время как за его соперника Альгирдаса Бразаускаса проголосовал 38 человек. В тот же день был принят Акт восстановления Литовского государства (124 голосов, при 6 воздержавшихся, ни одного против), новом названии республики (Литовская республика), название парламента изменено на Верховный Совет Литовской Республики и повторно принят герб довоенной Литвы.  Также депутаты отменили конституцию советской Литвы и повторно приняли Конституцию 1938 года, последнюю конституцию досоветского периода. Это был символический шаг, предпринятый с целью подчеркнуть правовую преемственность между Первой республикой (1918—1940) и новой независимой Литвой. Сразу же Конституция 1938 года была приостановлена и принят временный Основной Закон, основанный на советской конституции. Таким образом, Литва официально объявила о своей независимости от Советского Союза.